# Cléombrote II
Pour les articles homonymes, voir Cléombrote.
Sauf précision contraire, les dates de cet article sont sous-entendues « avant l'ère commune » (AEC), c'est-à-dire « avant Jésus-Christ ».
Cléombrote II (en grec ancien Κλεόμϐροτος / Kleómbrotos) fut roi de Sparte de 380 à 371 av. J.-C.
Issu de la famille des Agiades, il est le fils de Pausanias Ier, le frère et successeur d'Agésipolis Ier et le père d'Agésipolis II et de Cléomène II. Il règne conjointement avec Agésilas II, de la famille des Eurypontides.
L'essentiel de son règne fut consacré à la lutte contre la puissance montante de Thèbes. Il échoue en 376 dans une tentative contre Thèbes. Il est tué au combat lors de la bataille de Leuctres en 371 où les 7 000 hommes d'Épaminondas battent les 10 000 Spartiates de Cléombrote II.